# Boulton
Boulton – przedmieście (ok. 6 km na południowy wschód od centrum) miasta Derby, w dystrykcie (unitary authority) Derby w angielskim hrabstwie Derbyshire. W 2011 roku dzielnica liczyła 13 874 mieszkańców.
Właścicielem terenów współczesnego Boulton był wzmiankowany w roku 1086 Ralph fitzHubery. Boulton jest wspomniana w Domesday Book (1086) jako Boletune.